# Ingeborg De Meulemeester
Pour les articles homonymes, voir Ingeborg et De Meulemeester.
Ingeborg C.M.M. De Meulemeester, née le 14 avril 1965 à Courtrai, est une femme politique belge flamande, membre de la N-VA.
Elle est infirmière sociale.

## Carrière politique
- Conseillère communale à Beveren (Flandre-Orientale) depuis 2010
  - échevine (depuis 2013)
- Députée fédérale du 6 juillet 2010 au 25 mai 2014
- Députée flamande depuis le 25 mai 2014